# Eperjeske
Eperjeske là một thị trấn thuộc hạt Szabolcs-Szatmár-Bereg, Hungary. Thị trấn này có diện tích 13,57 km², dân số năm 2010 là 1157 người, mật độ 85 người/km².